# Дело хвалынских церковников

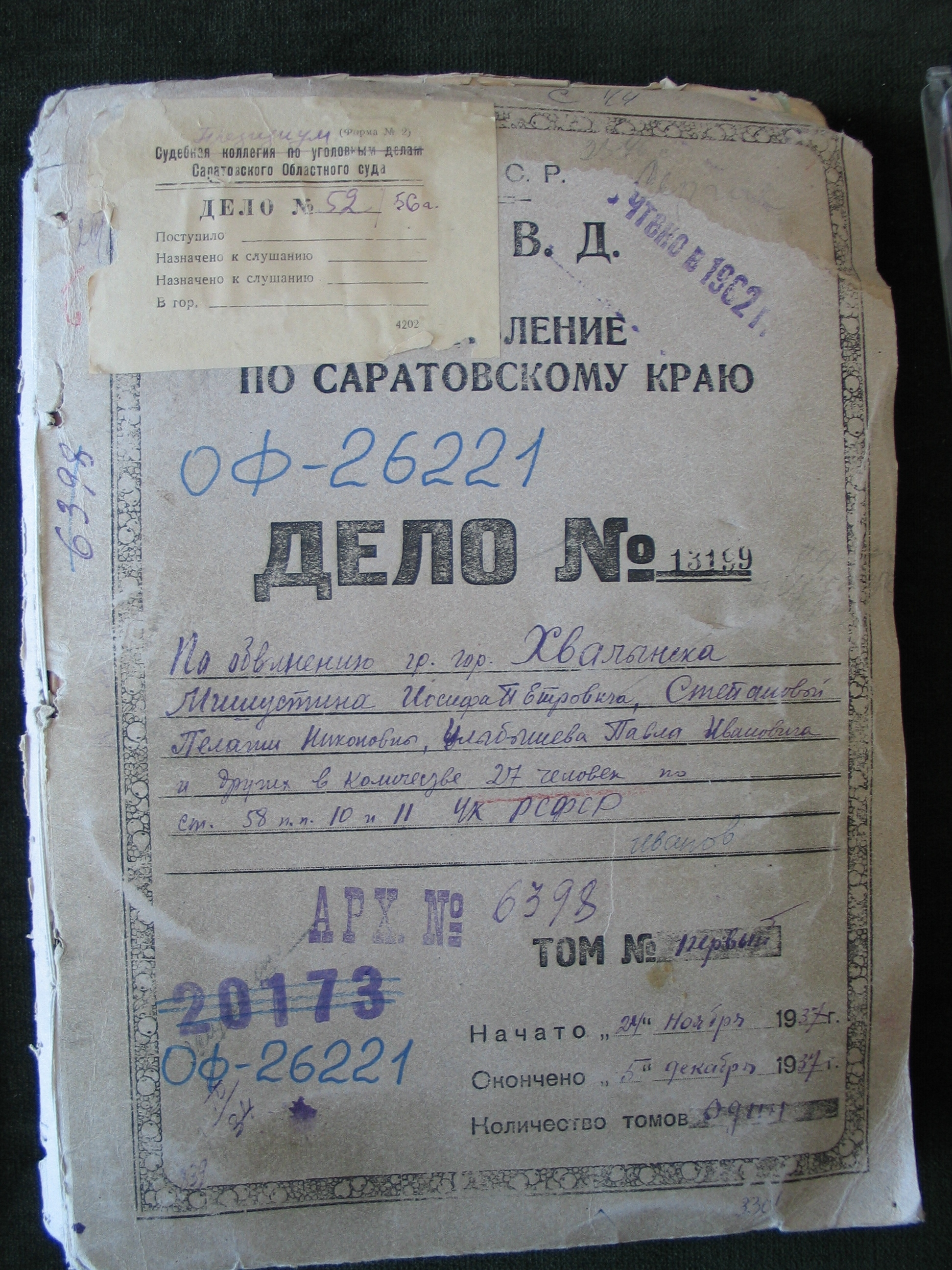
Один из томов «Дела хвалынских церковников»

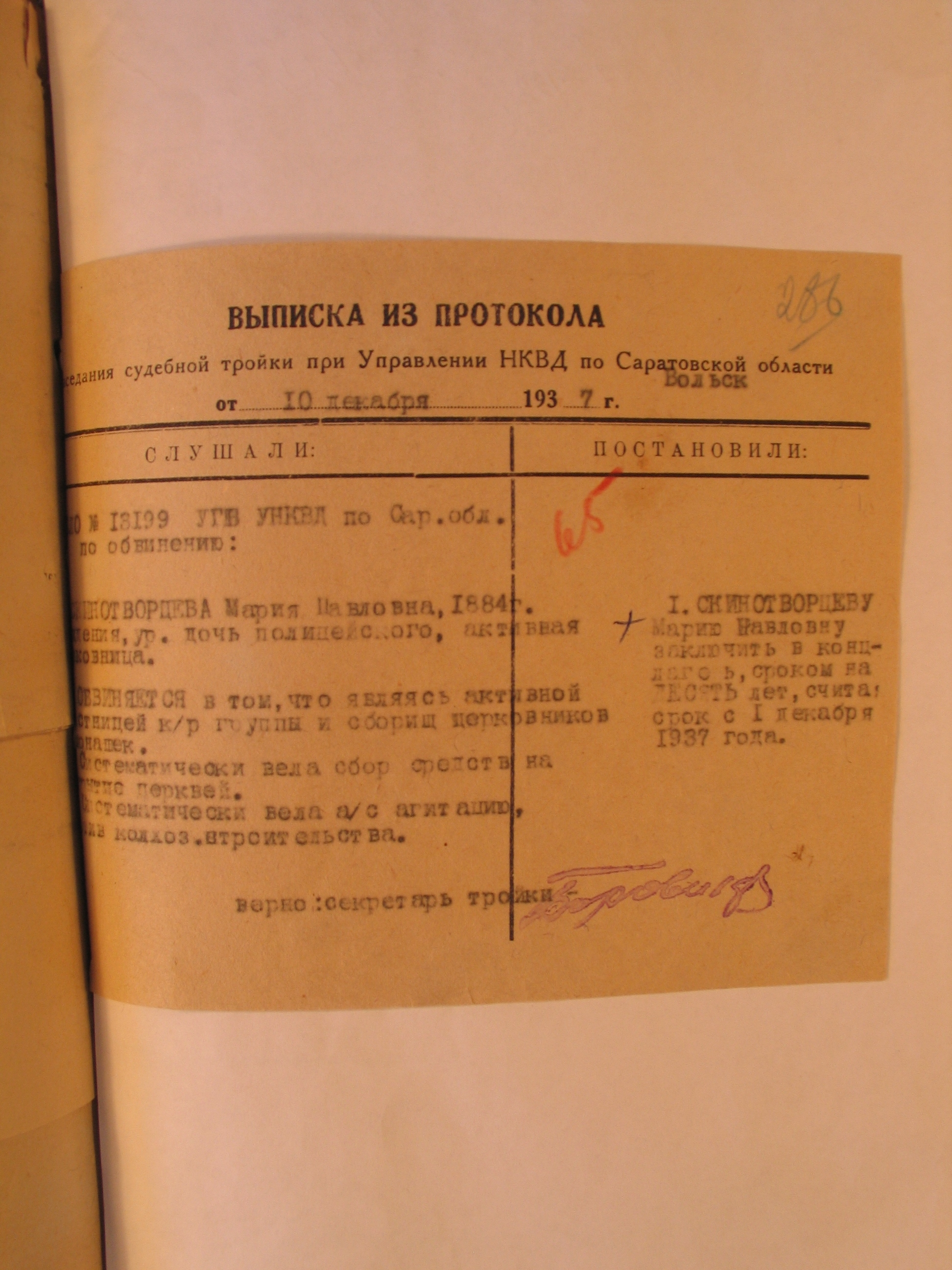
Выписка из протокола по «Делу хвалынских церковников» с приговором прихожанке за то, что та «систематически вела сбор средств» для церкви

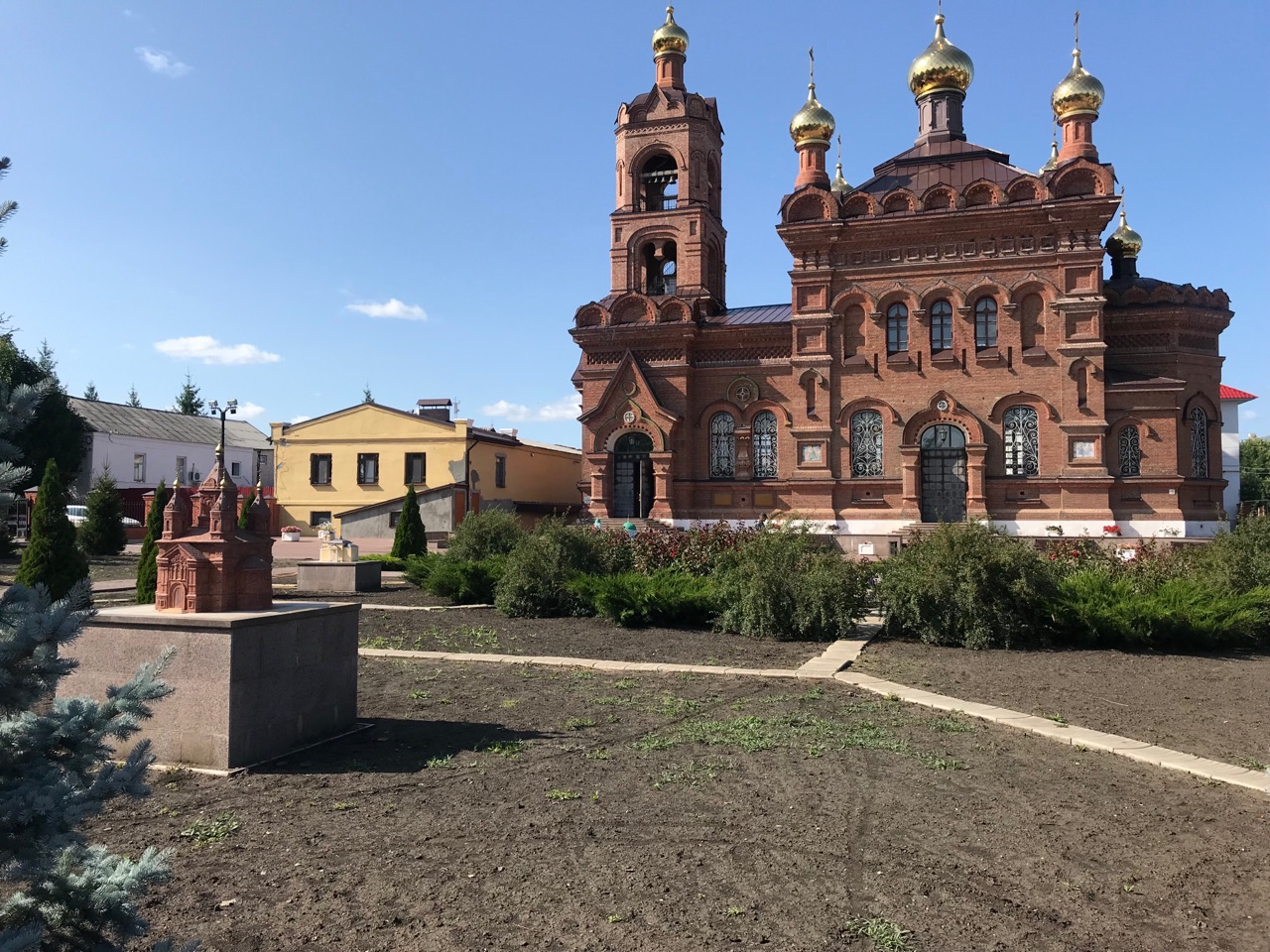
Храм Воздвижения Честного и Животворящего Креста Господня г. Хвалынск (2019 год)

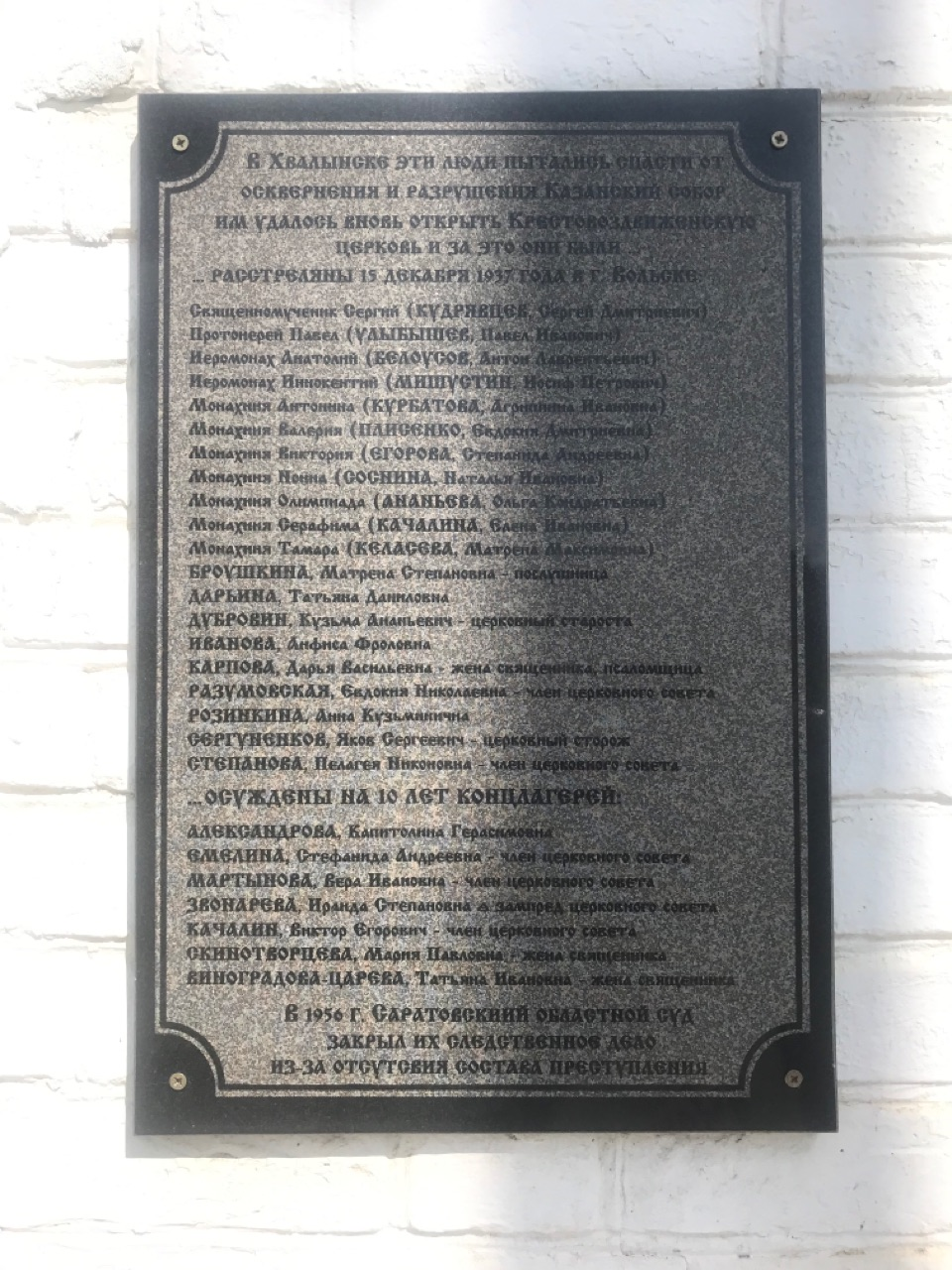
Мемориальная доска в память о жертвах «Дела хвалынских церковников»

Дело хвалынских церковников — это групповое дело иеромонаха Иннокентия (Мишустина) и других представителей духовенства Русской Православной Церкви и мирян по Саратовской епархии. Группа верующих в составе 28 человек была арестована с ноября по декабрь 1937 года за «участие в контрреволюционной группировке церковников», за систематический сбор средств с местных жителей на открытие церквей, за антисоветскую агитацию против колхозов, а также за распространение троцкистской литературы.

## История события
1930-е годы связаны с активными гонениями на все религиозные течения СССР, в том числе и на Русскую православную церковь. Они проявлялись не только в активной пропагандистской работе, но и в разрушении культовых сооружений, репрессиях по отношению к церковным служителям. Исключением не стал и город Хвалынск, в котором в 1935 году не осталось ни одного храма, а к 1937 году — и служителей церкви.
Для того чтобы хвалынские верующие все же могли ходить в церковь, Я. С. Сергуненков, сторож церкви и член церковного совета, пригласил протоиерея из Москвы С. Кудрявцева переехать в Хвалынск.
Основанием для возбуждения дела стал донос на старца Иннокентия (Мишустина), который был написан в ноябре 1937 года. Согласно этому доносу, старец «устроил сборище верующих» в доме П. Н. Степановой, обучал приходящих основам религии и призывал укреплять ее.
После рассмотрения доноса было заведено дело № 13199, и протоиерей с прихожанами Хвалынска (всего было 28 человек) были арестованы Хвалынским РО УНКВД и были заключены в Вольскую тюрьму.
Согласно начальнику Хвалынского РО УНКВД, все арестованные составляли группу церковников, которая имела четкую антисоветскую направленность. В качестве преступления было определено препятствование закрытию Казанского собора и религиозная пропаганда среди жителей Хвалынска.
Виновными себя признали только двое арестованных, и 10 декабря 1937 года на заседании тройки УНКВД 21 человек был приговорен к высшей мере наказания (расстрелу), 7 — к 10 годам лишения свободы.
Высшая мера наказания была реализована 15 декабря 1937 года, останки были погребены в братской могиле.

### Список расстрелянных по «делу хвалынских церковников»
- архимандрит Анатолий (Антон Лаврентьевич Белоусов или Белоус)
- иеромонах Иннокентий (Иосиф Петрович Мишустин)
- протоиерей Сергий Дмитриевич Кудрявцев
- иерей Павел Иванович Улыбышев
- иерей Иоанн Осипович Локаленков
- псаломщица Дария Васильевна Карпова
- монахиня Антонина (Агриппина Ивановна Курбатова)
- монахиня Валерия (Евдокия Дмитриевна Плисенко)
- монахиня Викторина (Степанида Андреевна Егораева)
- монахиня Нонна (Наталья Ивановна Соснина)
- монахиня Олимпиада (Ольга Кондратьевна Ананьева)
- монахиня Серафима (Елена Ивановна Качалина)
- монахиня Тамара (Матрёна Максимовна Келасова)
- послушница (возможно монахиня) Татиана (Татьяна Даниловна Дарьина)
- послушница Матрона (Матрёна Степановна Броушкина)
- ктитор Косма Ананьевич Дубровин
- член церковного совета и церковный сторож Яков Сергеевич Сергуненков
- член церковного совета Евдокия Никоновна Разумовская
- мирянка (возможно схимонахиня) Анна Кузьминична Розинкина
- мирянка (возможно монахиня) Анфиса Фроловна Иванова
- мирянка (возможно монахиня) Пелагея Никоновна Степанова

### К 10 годам лишения свободы были приговорены
- член церковного совета и церковный староста Казанского собора Стефанида Андреевна Емелина
- заместитель председателя церковного совета Крестовоздвиженской церкви Ираида Степановна Звонарева
- член церковного совета и церковный староста Крестовоздвиженского храма Вера Ивановна Мартынова
- член церковного совета Казанского собора Мария Павловна Скинотворцева
- сторож кладбищенской церкви Виктор Егорович Качалин
- мирянка Капитолина Герасимовна Александрова
- мирянка Татьяна Ивановна Царева.

В 1956 году дети осужденных по «делу хвалынских церковников» подали заявление о пересмотре дела. Это привело к пересмотру дела и перепроверке его материалов. В марте 1956 года дело было закрыто из-за отсутствия доказательств обвинения.

## Последствия
В начале 1940-х годов борьба с религией в Хвалынске продолжилась: в 1941 году был уничтожен Крестовоздвиженский храм. Кирпичи, оставшиеся от церкви, были отданы на строительство общественной бани, которая открылась в 1942 году.
Площадь, на которой находился храм, пустовала примерно год. В 1960-е годы на месте храма открылся кинотеатр «Октябрь». На Крестовоздвиженской площади была проведена жилая застройка.
5 марта 1947 года состоялось освящение здания бывшей старообрядческой Покровской церкви в честь Воздвижения Креста Господня. Собор саратовских святых пополнился новым священномучеником — Сергием Кудрявцевым.
Заключенные, которые избежали высшей меры наказания, отбывали наказание в исправительно-трудовых лагерях СССР.

## Альтернативные точки зрения
Существует версия относительно количества заключенных и приговоренных к высшей мере наказания. Так, в соответствии с другой исторической версией, к расстрелу были приговорены двадцать фигурантов дела, а остальные восемь — к 10 годам лишения свободы.

## Культурно-историческое значение
«Дело хвалынских церковников» — один из эпизодов сталинских репрессий.
Антирелигиозная пропаганда и активная борьба с православной церковью привели к утрате многих памятников архитектуры, объектов и обычаев локальной культуры Хвалынска.
Несмотря на противостояние, во второй половине 1940-х годов Русская православная церковь продолжила службы в Хвалынске: в 1946 году был переосвящен храм Воздвижения Честного и Животворящего Креста Господня.
В 1994 году храм был признан объектом историко-культурного наследия.
В 2009 году начались ремонтно-восстановительные работы, которые завершились спустя пять лет.
В 2015 году депутат Саратовской областной Думы и историк Алексей Наумов основал Фонд сохранения и развития историко-культурного наследия Хвалынского района «Сосновый остров». Одной из инициатив Фонда явилась установка мемориальной доски в память о пострадавших по «делу хвалынских церковников». Кроме того, реализуются различные культурные и образовательные проекты, нацеленные на повышение осведомленности об истории Хвалынска и роли РПЦ в ней.

## Современность
«Дело хвалынских церковников» практически не было отражено в газетах 1930-х гг. Интерес к нему появился только в XXI веке, когда начали публиковаться расследования обстоятельств этого дела.
2 апреля 2017 года в хвалынской православной гимназии во имя святого мученика Александра Медема открылась выставка, посвященная 70-летию возобновления приходской жизни Крестовоздвиженского храма Хвалынска.
23 августа 2019 года в Хвалынске состоялся первый съезд потомков горожан с целью восстановления родства — об этом событии на НТВ был снят репортаж от того же числа.